# Emmy Meyer-Laule
Emmy Meyer-Laule (Wehr (Bade-Wurtemberg), 20 février 1899 - Wiesloch, 15 mars 1985) est une femme politique allemande. 